# Wapen van Oosterbierum

Wapen van Oosterbierum

Het wapen van Oosterbierum is het dorpswapen van het Nederlandse dorp Oosterbierum, in de Friese gemeente Waadhoeke. Het wapen werd in 2005 geregistreerd.

## Beschrijving
De blazoenering van het wapen in het Fries luidt als volgt:
In rood een geharnaste St. Joris te paard, met aan de rechterarm een zilveren schild, beladen met een rood kruis, en met in de linkerhand een lans die een draak doorsteekt, alles van zilver.
De heraldische kleuren zijn: keel (rood) en zilver (zilver).

## Symboliek

Sint-Joris en draak: Sint-Joris was de patroonheilige van de Sint-Joriskerk van Oosterbierum. De windwijzer van de kerk beeldt deze heilige uit. Tevens werd de jaarmarkt van het dorp op Sint-Jorisdag gehouden.[3]

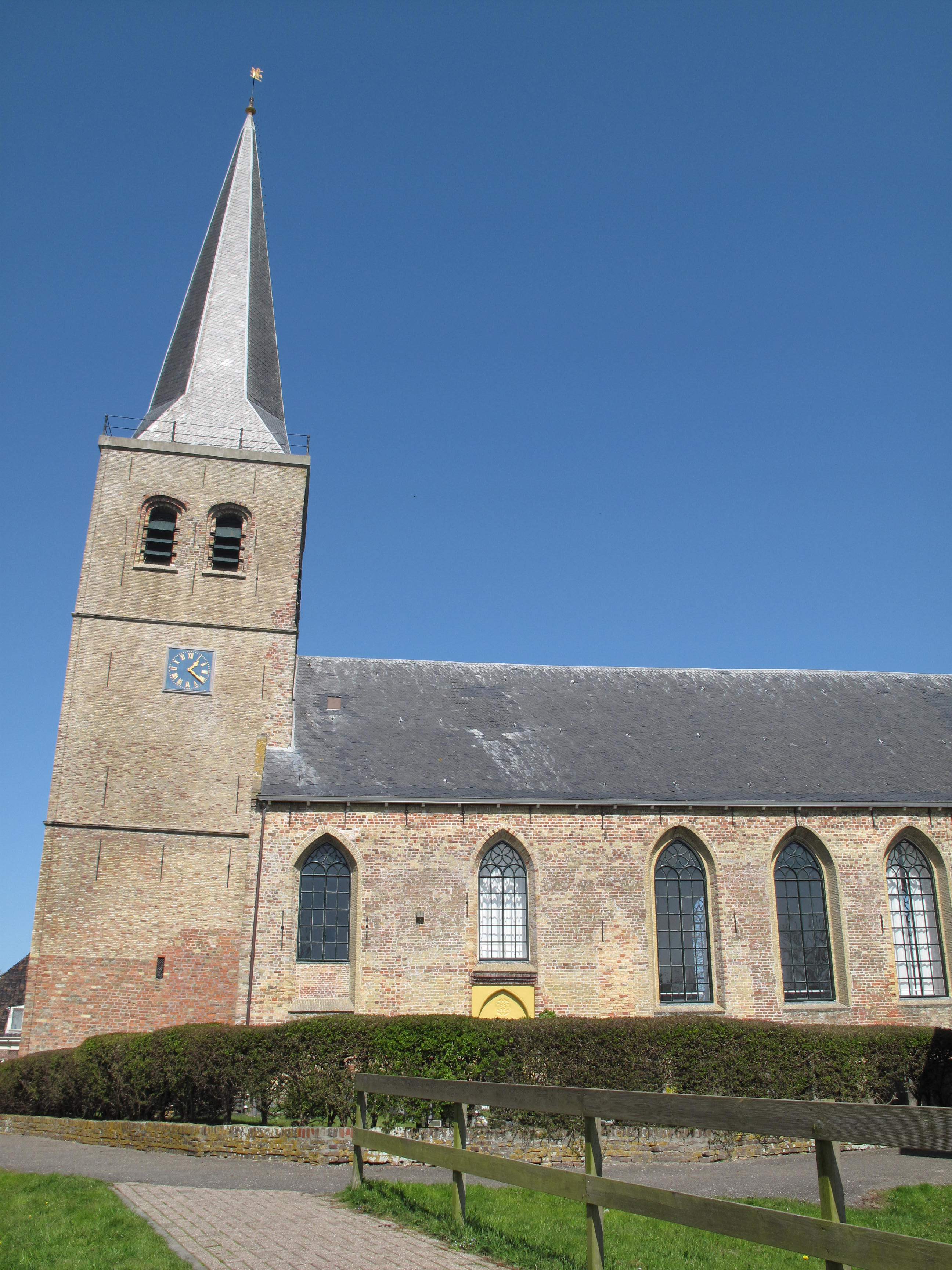
De Sint-Joriskerk van Oosterbierum.